# Luigi Maffeo
Luigi Maffeo (Occhieppo Superiore, 24 dicembre 1915 – Biella, 7 maggio 1971) è stato un arcivescovo cattolico italiano.

## Biografia
Figlio di un calzolaio, si affermò nel mondo degli studi, ottenendo tre lauree, (in lettere, giurisprudenza e diritto canonico) e diventando assistente di diritto ecclesiastico presso l'Università di Torino, oltre che libero docente di diritto canonico.
Compie gli studi nel seminario di Biella e il 25 giugno 1938 viene ordinato sacerdote. Fino al 1940 è viceparroco di Lessona e per i due anni successivi segretario del vescovo di Biella Carlo Rossi. Assistente diocesano della Gioventù Cattolica fino al 1945, ricopre l'incarico di vicedirettore del seminario di Biella divenendone poi rettore dal 1945 al 1955.
Dal 1955 al 1960 è rettore del Santuario di Oropa lasciando dietro di sé un'impronta indelebile del suo fervido operato.
In seguito, data la sua competenza in materia giuridica, venne nominato vice presidente del tribunale ecclesiastico piemontese.
Il 2 ottobre 1965, all'età di 50 anni entrò solennemente nella  parrocchia di San Paolo di Biella.
Mantenne questo incarico fino alla consacrazione episcopale il 6 marzo 1966.
A causa del ritiro dell'ordinario Arrigo Pintonello, venne designato nuovo ordinario militare da papa Paolo VI e nominato dal governo italiano, con l'automatica promozione al grado di generale di corpo d'armata, che tenne fino alla sua scomparsa.

## Genealogia episcopale
La genealogia episcopale è:
- Cardinale Scipione Rebiba
- Cardinale Giulio Antonio Santori
- Cardinale Girolamo Bernerio, O.P.
- Arcivescovo Galeazzo Sanvitale
- Cardinale Ludovico Ludovisi
- Cardinale Luigi Caetani
- Cardinale Ulderico Carpegna
- Cardinale Paluzzo Paluzzi Altieri degli Albertoni
- Papa Benedetto XIII
- Papa Benedetto XIV
- Cardinale Enrico Enriquez
- Arcivescovo Manuel Quintano Bonifaz
- Cardinale Buenaventura Córdoba Espinosa de la Cerda
- Cardinale Giuseppe Maria Doria Pamphilj
- Papa Pio VIII
- Papa Pio IX
- Cardinale Alessandro Franchi
- Cardinale Giovanni Simeoni
- Cardinale Antonio Agliardi
- Vescovo Giacinto Arcangeli
- Cardinale Giuseppe Gamba
- Cardinale Maurilio Fossati, O.SS.G.C.N.
- Vescovo Carlo Rossi
- Arcivescovo Luigi Maffeo